# Acrotomus succinctus
Acrotomus succinctus là một loài tò vò trong họ Ichneumonidae.